# Kiss Me (bài hát của Sixpence None the Richer)
"Kiss Me" là ca khúc của ban nhạc pop rock người Mỹ Sixpence None the Richer, nằm trong album cùng tên của họ năm 1997. Được phát hành dưới dạng đĩa đơn vào năm 1998, ca khúc đạt vị trí số 2 tại Billboard Hot 100. Ca khúc cũng có được thành công trên toàn thế giới; đạt vị trí top 4 tại UK Singles Chart và Canadian Singles Chart và quán quân tại ARIA Charts, biến đây trở thành ca khúc thành công nhất sự nghiệp ban nhạc.
Đây cũng là đĩa đơn bán chạy nhất của ban nhạc tại Mỹ, đạt vị trí thứ 2 trong tuần đầu tiên sau ca khúc "No Scrubs" của nhóm TLC. Cho dù không có được vị trí quán quân, ca khúc này tồn tại rất lâu tại bảng xếp hạng với 35 tuần trong đó có 16 tuần trong top 10. Cuối năm 1999, Billboard xếp "Kiss Me" là ca khúc bán chạy thứ sáu của năm, vượt lên trên nhiều ca khúc quán quân và là ca khúc không phải quán quân có thứ hạng cao nhất, chỉ dưới các ca khúc của Whitney Houston, Faith Evans và Kelly Price. Đây cũng là ca khúc chủ đề cho phần nhạc của bộ phim dành cho thiếu niên She's All That với Rachael Leigh Cook thủ vai chính.

## Danh sách ca khúc
Đĩa đơn Giáng sinh tại Mỹ
1. "Kiss Me" (radio remix)
2. "Kiss Me" (album edit)
3. "Sad But True"
4. "Kiss Me" (trực tiếp tại Hollywood)

Đĩa đơn chỉnh sửa tại Mỹ
1. "Kiss Me" (radio remix)
2. "Love"

Đĩa đơn CD tại Anh
1. "Kiss Me" (radio remix)
2. "Sad But True"
3. "Kiss Me" (trực tiếp tại Hollywood)

Đĩa đơn tại Nhật
1. "Kiss Me" (ấn bản tiếng Nhật)
2. "Kiss Me" (ấn bản LP)
3. "Kiss Me" (ấn bản acoustic)
4. "I Can't Catch You" (Ben Grosse Remix)
5. "Love" (Ben Grosse Remix)
6. "Kiss Me" (không lời)

## Xếp hạng và chứng chỉ
| Bảng xếp hạng (1998–99)         | Vị trí cao nhất |
| ------------------------------- | --------------- |
| Úc (ARIA)                       | 1               |
| Áo (Ö3 Austria Top 40)          | 7               |
| Bỉ (Ultratop 50 Flanders)       | 7               |
| Bỉ (Ultratop 50 Wallonia)       | 12              |
| Canada (RPM)                    | 1               |
| Pháp (SNEP)                     | 32              |
| Đức (GfK)                       | 7               |
| Ireland (IRMA)                  | 6               |
| Italy (FIMI)                    | 8               |
| Hà Lan (Dutch Top 40)           | 12              |
| New Zealand (Recorded Music NZ) | 4               |
| Na Uy (VG-lista)                | 8               |
| Thụy Điển (Sverigetopplistan)   | 13              |
| Thụy Sĩ (Schweizer Hitparade)   | 6               |
| Anh Quốc (OCC)                  | 4               |
| Hoa Kỳ Billboard Hot 100        | 2               |

| Bảng xếp hạng (1999)                 | Vị trí |
| ------------------------------------ | ------ |
| Australia (ARIA)                     | 19     |
| Canada (RPM)                         | 4      |
| New Zealand (RIANZ)                  | 4      |
| UK Singles (Official Charts Company) | 8      |
| US Billboard Hot 100                 | 6      |

| Quốc gia                                                                           | Chứng nhận | Số đơn vị/doanh số chứng nhận |
| ---------------------------------------------------------------------------------- | ---------- | ----------------------------- |
| Úc (ARIA)                                                                          | Bạch kim   | 70.000^                       |
| Bỉ (BEA)                                                                           | Vàng       | 25.000*                       |
| New Zealand (RMNZ)                                                                 | Vàng       | 0*                            |
| Anh Quốc (BPI)                                                                     | Vàng       | 400.000^                      |
| Hoa Kỳ (RIAA) (physical)                                                           | Vàng       | 700,000                       |
| Hoa Kỳ (RIAA) (digital)                                                            | Vàng       | 500.000*                      |
| * Chứng nhận dựa theo doanh số tiêu thụ. ^ Chứng nhận dựa theo doanh số nhập hàng. |            |                               |